# Дырин, Андрей Иванович
Андрей Иванович Дырин (15.10.1914, Самарская область — 04.02.2002) — командир минометного расчета 597-го стрелкового полка, старшина — на момент представления к награждению орденом Славы 1-й степени.

## Биография
Родился 15 октября 1914 года в селе Вельяминовка, Сызранского района Самарской области. Окончил 4 класса. Жил в селе Жемковка, работал в колхозе. В 1937—1938 годах проходил срочную службу в Красной Армии.
В июне 1941 года был вновь призван в армию Сызранским горвоенкоматом. С августа того же года участвовал в боях с захватчиками на Западном и Калининском фронтах. К лету 1944 года сержант Дырин командовал минометным расчетом 597-го стрелкового полка 207-й стрелковой дивизии. В составе этой части прошел до Победы, воевал на 2-м Прибалтийском и 1-й Белорусском фронтах.
В боях 13-18 июля 1944 года расчет сержанта Дырина участвовал в отражении 4 контратак противника, уничтожил 4 огневые точки и до 40 противников. За эти бои получил первую боевую награду — орден Красной Звезды. За отличие при форсировании реки Айвиексте был награждён медалью «За отвагу».
14-16 сентября 1944 года при прорыве вражеской обороны у населенного пункта Стапари-Звиргздени и отражении контратак противника сержант Дырин вместе с бойцами расчета подавил минометную батарею противника, 2 пулеметные точки и уничтожил свыше 10 противников.
Приказом по войскам 79-го стрелкового корпуса от 17 октября 1944 сержант Дырин Андрей Иванович награждён орденом Славы 3-й степени.
11 марта 1945 года под населенным пунктом Пустхов, 22 км северо-западнее Грайфенберга, старший сержант Дырин во взаимодействии с другими расчетами и пехотой отразил 7 контратак противника. При этом из личного оружия поразил свыше 10 противников.
Приказом по войскам 3-й ударной армии от 3 мая 1945 года старший сержант Дырин Андрей Иванович награждён орденом Славы 2-й степени.
1-2 мая 1945 года в уличных боях в районе Тиргартена старшина Дырин вывел из строя со своим расчетом 3 пулеметные точки и более 20 вражеских солдат и офицеров, в том числе 6 — из личного оружия.
Указом Президиума Верховного совета СССР от 15 мая 1946 года за отвагу и геройства, проявленные в боях в Великой Отечественной войне старшина Дырин Андрей Иванович награждён орденом Славы 1-й степени. Стал полным кавалером ордена Славы.
В ноябре 1945 года был демобилизован. Вернулся на родину. Жил в селе Жемковка, работал в колхозе «Путь Ленина», был прицепщиком на тракторе, помощником комбайнера, кладовщиком. Последние годы жил в городе Сызрань. Скончался 4 февраля 2002 года. Похоронен на кладбище села Балашейка Сызранского района.
Награждён орденом Отечественной войны 1-й степени, Красной Звезды, Славы 1-й, 2-й, 3-й степеней, в том числе медалью «За отвагу».